# 尼格岩
尼格岩（英語：Nigg Rock），是南極洲的岩石，位於南奧克尼群島的勞里島西北端，處於魯特角西北面0.9公里，海拔高度165米，在1821年由捕海豹者發現，現時由南極條約體系管理。